# Antonio Puerta
Antonio José Puerta Pérez (26. studenog 1984. – 28. kolovoza 2007.), bio je španjolski nogometni reprezentativac. Igrao je za FC Sevillu na poziciji veznog igrača. Čak 14 godina svog života proveo je igrajući za Sevillu. Svojim izvrsnim igrama privukao je pažnju Real Madrida, Arsenala i Manchester Uniteda.
Dana 6.listopada 2006. odigrao je svoju prvu i posljednju utakmicu za Španjolsku seniorsku reprezentaciju u kvalifikacijskoj utakmici za Europsko prvenstvo 2008., protiv Švedske.
U 54 utakmice,koliko ih je odigrao za Sevillu postigao je 5 golova od kojih su neki bili i ključni poput gola protiv Schalkea u Kupu Uefa kao i odlučujućeg jedanaesterca protiv Espanyola u finalu Kupa Uefa.
Dana 25. kolovoza 2007. godine u prvoj utakmici nove sezone Španjolske La Lige protiv Getafea doživio je na terenu srčani udar u 35. minuti. Iako se pridigao i uz gromoglasan pljesak publike izašao s terena u svlačionici je doživio još jedan udar koji je bio koban. Prebačen je u bolnicu gdje je 3 dana bio priključen na aparate za održavanje života, a ujutro 28. kolovoza počeli su mu otkazivati vitalni organi.
U podne 28. kolovoza je preminuo. Iza sebe je ostavio djevojku Mar koja bila trudna s njihovim prvim djetetom. Pogrebu koji je održan 29. kolovoza prisustvovalo je oko 50000 ljudi.
Super kup održan 31.8.2007. između AC Milana i Seville odigran je u njegovu čast i sjećanje.